# Manohla Dargis
Manohla Dargis (* April 1961) ist eine US-amerikanische Filmkritikerin und Journalistin. Sie ist Cheffilmkritikerin bei der New York Times.

## Leben
Manohla Dargis wuchs im East Village, Manhattan auf. Sie machte 1978 ihren Schulabschluss an der Hunter College High School und ihren Studienabschluss 1985 in Literatur an der State University of New York. Sie war Filmjournalistin bei der Village Voice, LA Weekly und Cheffilmkritikerin bei der Los Angeles Times und derzeit bei der  New York Times. Sie war 2015 unter den Nominierten für den Pulitzer-Preis in der Kategorie Kritik.

## Veröffentlichungen
- Phillip Lopate: American Movie Critics: From the Silents Until Now, Library of America (2006)